# Katharina Wagner
Katharina Friederike Wagner (Bayreuth, 21 maggio 1978) è una regista teatrale tedesca.
Figlia di Wolfgang Wagner e della sua seconda moglie Gudrun Mack e pertanto pronipote del compositore Richard Wagner, Katharina studiò teatro presso la Freie Universität Berlin e lavorò come assistente regista con Harry Kupfer alla Staatsoper di Berlino, con il padre al Festival di Bayreuth e al New National Theatre di Tokyo.
Nel 2002 curò la messa in scena de L'olandese volante a Würzburg, nel 2004 Lohengrin a Budapest, nel 2005 Waffenschmied di Albert Lortzing allo Staatstheater am Gärtnerplatz di Monaco di Baviera e nel 2006 il Trittico di Giacomo Puccini alla Deutsche Oper di Berlino.
Per il Festival di Bayreuth del 2007 cura la regia de I maestri cantori di Norimberga. Assieme alla sorellastra Eva, è stata indicata dal padre (scomparso nel 2010) come guida dal 2008 del Festival, posto che fin dalla fondazione nel 1876 è riservato a membri della famiglia Wagner discendente dal compositore ungherese Franz Liszt
Dal settembre 2015 è da sola direttore del festival.